# Romain Tonussi
Romain Tonussi, né le 9 avril 1996 à Istres (Bouches-du-Rhône), est un homme politique français, élu député à l'Assemblée nationale en juillet 2024 dans la huitième circonscription des Bouches-du-Rhône. Il est membre du Rassemblement national (RN).

## Biographie
Né à Istres le 9 avril 1996, Romain Tonussi grandit à Miramas, où il est élu conseiller municipal d'opposition en 2020,. 
Il est gestionnaire RH de profession
Adhérent RN depuis 2016, il est candidat aux élections départementales de 2021 et aux élections législatives de 2022. Il s'incline au second tour (46,83 % des voix) face au député sortant Jean-Marc Zulesi (Renaissance).  
Il est élu député lors des élections législatives de juillet 2024 avec 50,24 % des voix dans la 8e circonscription des Bouches-du-Rhône, où il est de nouveau opposé au second tour au sortant Jean-Marc Zulesi (49,76 % des voix),,.

## Détail des fonctions et mandats

### Mandats électifs
- Depuis le 8 juillet 2024 : député de la 8e circonscription des Bouches-du-Rhône